# Adelfia
Adelfia est une commune italienne de la ville métropolitaine de Bari dans la région Pouilles en Italie.

## Géographie
Adelfia se situe à 14 km au sud de la Ville de Bari. Elle comprend une population d'environ 17 000 habitants. Sa superficie est de 29 km2 et son altitude moyenne est de 154 m.
La cité, qui se trouve sur la ligne de chemin de fer reliant Bari à Tarente, est desservie par une gare.

## Histoire
La commune d'Adelfia a été créée en 1927 par la fusion des anciennes communes de Canneto di Bari et de Montrone. Son nom a été formé à partir du grec adelphòs (ἀδελφός) signifiant "fraternité" pour rappeler cette fraternisation.
Les deux anciennes communes de Canneto et de Montrone constituent aujourd'hui deux frazioni d'Adelfia.

## Administration
| Période                                  | Période  | Identité        | Étiquette | Qualité |
| ---------------------------------------- | -------- | --------------- | --------- | ------- |
| 20 juin 2016                             | En cours | Giuseppe Cosola |           |         |
| Les données manquantes sont à compléter. |          |                 |           |         |

### Hameaux
Canneto di Bari, Montrone.

### Communes limitrophes
Acquaviva delle Fonti, Bari, Bitritto, Casamassima, Sannicandro di Bari, Valenzano